# 1109
Cette page concerne l'année 1109  du calendrier julien.
L'année 1109 est une année commune qui commence un vendredi.

## Événements
- Février - mars : le roi Henri Ier d’Angleterre s’empare par surprise du château de Gisors (Normandie), ce qui provoque un conflit avec Louis VI de France à propos du Vexin et pour la possession des forteresses de la vallée inférieure de la Seine. Louis réunit ses vassaux (le comte de Flandre, le comte de Blois, le comte de Nevers, le duc de Bourgogne) et les deux hommes se rencontrent près de Neaufles-Saint-Martin. Louis lance un défi à Henri Beauclerc qui refuse le combat ; après un affrontement favorable aux Français, une trêve intervient vers le 14 mars ; le conflit reprend jusqu’à la trêve (de) de mars 1113[1].

- 14 avril : Foulque V devient comte d’Anjou[2].

- 30 juin : mort d’Alphonse VI de Castille[3](ou le 1er juillet[4]). Sa fille Urraca prend le pouvoir.

- 12 juillet : prise de Tripoli par Bertrand de Saint-Gilles. Fondation du comté de Tripoli (fin en 1289)[5]. Bertrand de Saint-Gilles obtient des Damascènes le partage des recettes de la riche plaine de la Beqa, entre le Liban et l’Anti-Liban.

- 14 août, Ceuta : Ali ibn Yussuf passe en Andalousie pour la première fois avec une forte armée ; les Almoravides s’emparent de Talavera et de 27 forteresses des environs de Tolède, ainsi que de Madrid et de Guadalajara ; les campagnes des environs de Tolède sont dévastées pendant un mois, mais Ali échoue à prendre la ville[6], selon le Rawd al-Qirtas. D’autres sources (Ibn Idhari traduit par Ambrosio Huici Miranda) placent la prise de Talavera le 14 août et réduisent le siège de Tolède à trois jours, ajoutant la prise de Canales[7].

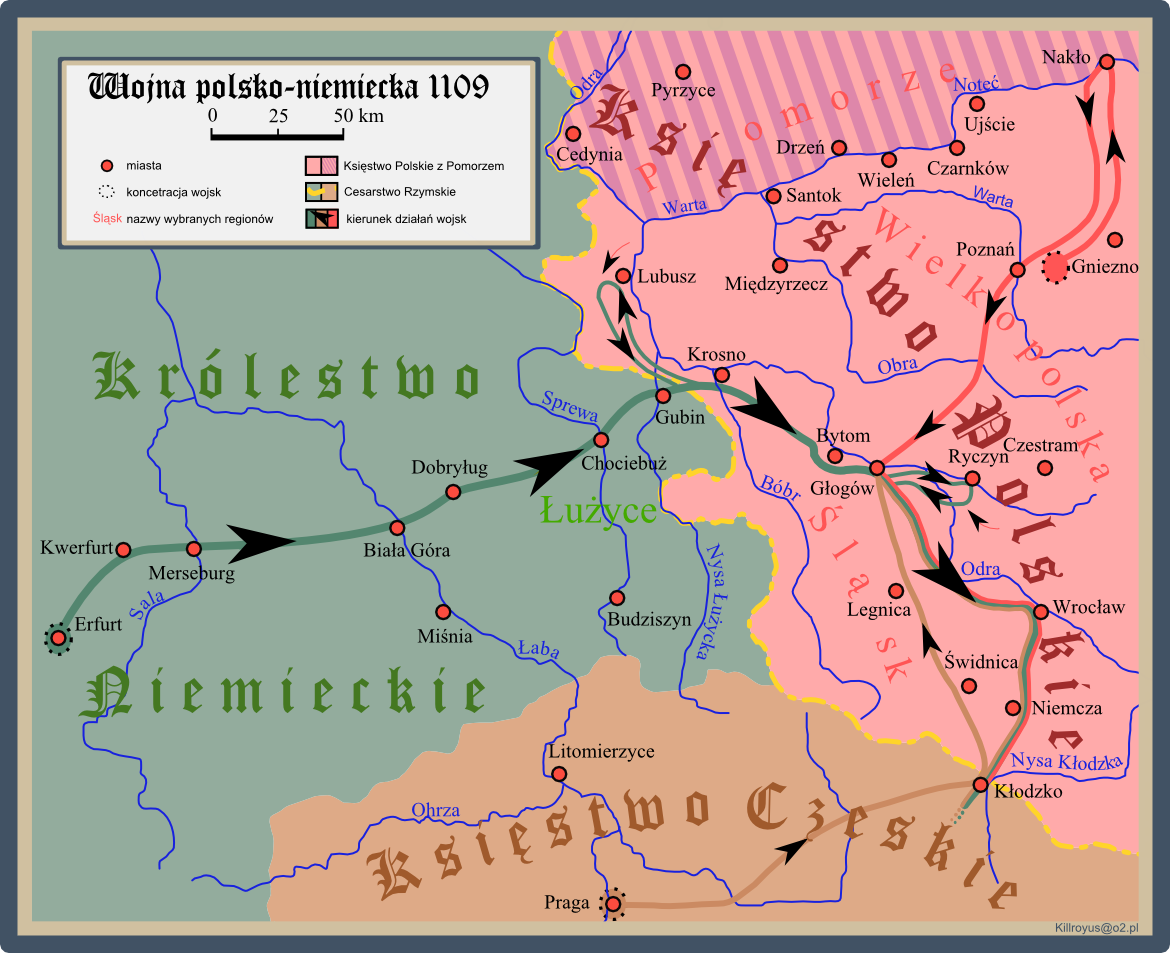
Guerre entre la Pologne et l’Empire romain germanique en 1109.

- 24 août : bataille de Głogów (en) entre l’Empire romain germanique et la Pologne. Henri V du Saint-Empire assiège Głogów (Glogau), qui résiste, puis est battu dans sa retraite par Boleslas III Bouche-Torse à Psie Pole, près de Wrocław le 15 septembre[8]. Un traité de paix est signé à Bamberg en 1110, en vertu duquel Henri V se désiste de toutes ses prétentions sur la Pologne[9].

- 21 septembre : assassinat de Svatopluk au cours de l’expédition de l’empereur en Pologne. Malgré la désignation d’Othon par l’armée, les États de Bohême désignent Vladislav Ier comme duc de Bohême[10].

- Octobre : Urraca épouse Alphonse Ier d’Aragon[11].

- 28 novembre : le pape Pascal II confirme à l'abbaye bénédictine de Michaelsberg à Siegburg en Westphalie la propriété de la cour d'Hirzenach (villa Hircenowen), ce qui entraîne la création du prieuré de Hirzenach.

- La commune de Noyon, instituée par Baudry en 1108, est confirmée par Louis VI de France. Commune de Beauvais, prise par Louis le Gros après deux ans de siège[12].
- Mathilde, fille d’Henri Ier d’Angleterre, est fiancée au futur Henri V du Saint-Empire. Une taxe est instituée en Angleterre pour constituer sa dot[13].
- En Espagne musulmane, le livre du philosophe Al-Ghazali sur « la restauration des sciences religieuses » est brûlé publiquement à Cordoue sur ordre de l’Almoravide Ali ibn Yussuf [14]. Ali s’entoure de conseillers spirituels hostiles à l’islam andalou. Le malikisme intransigeant d’Ali et de ses conseillers fait également des victimes parmi les Juifs et les chrétiens vivant sur les territoires contrôlés par les musulmans. Ibn Toumert, fondateur du mouvement almohade, assiste à la destruction des ouvrages de Ghazali. Il adopte les idées théologiques de Ghazali, puis se rend à Bagdad pour rencontrer d’autres théologiens[15].